# 任彦申
任彦申（1945年12月—），男，汉族，河北隆尧人，中华人民共和国政治人物，曾任北京大学党委书记，中共江苏省委副书记、省委宣传部部长，江苏省政协副主席，中共十五大、十六大代表，第九届全国政协委员，第十届全国人大代表。